# Halit Ünal
Halit Ünal (* 1951 in Zara (Türkei)) ist ein deutsch-türkischer Schriftsteller.

## Leben und Werk
Der ursprünglich aus der Türkei stammende Erzähler und Lyriker emigrierte 1971 nach Deutschland. Er lebt heute in Detmold, arbeitet in deutscher Sprache und besitzt die deutsche Staatsangehörigkeit.
Ünal begann 1986 mit der Veröffentlichung von Gedichten in zwei Sprachen, zu denen noch Fakir Baykurt das Vorwort schrieb. Inzwischen hat sich Ünal in seiner literarischen Arbeit überwiegend der deutschen Sprache zugewendet. Er war zusammen mit den Schriftstellern  Fakir Baykurt, Molla Demirel und Kemal Yalçın  Mitglied der Autorenvereinigung türkeistämmiger Autoren Türkiyeli Yazarlar Çalışma Grubu,  die sich zu Arbeitstreffen, Diskussionen und Lesungen traf. Seine Literatur, in der Erfahrungen von Ausländern in Deutschland mitgeteilt werden, ist unter anderem Gegenstand im Unterricht Deutsch als Fremdsprache.

## Bibliografie
- Sieh mich an. Gedichte in zwei Sprachen. Mit einem Vorwort von Fakir Baykurt. Mit Zeichnungen von Tonguc Baykurt. Ortadoğu Verlag, Oberhausen 1986, ISBN 3-925206-34-5.
- Der Mond umkreist die Nacht. Erzählung. Ortadoğu Verlag, Oberhausen 1988, ISBN 3-925206-54-X.
- Die Vernehmung oder Die bestrafte Liebe der Klawdja B.. Erzählung. Pendragon Verlag, Bielefeld 1992, ISBN 3-923306-64-4.
- Der Weg ins Ungewisse. Erzählungen und Gedichte. Ortadoğu Verlag, Oberhausen 1994, ISBN 3-925206-82-5.
- ZARA – die Stadt am Marassanta. Erzählung. Verlag Anadolu, Hückelhoven 2012, ISBN 978-3-86121-514-1.
- Mehrere Veröffentlichungen in Anthologien bei Suhrkamp, Rowohlt, Scherz etc.